# Церковь Рождества Христова (Рождество)
Церковь Рождества Христова — православный храм в селе Рождество Наро-Фоминского района Московской области. Относится к Наро-Фоминскому благочинию Одинцовской епархии Русской православной церкви.

## История
Первую известную, однопрестольную церковь Рождества Христова возвели в селе в 1768 году. Позже к ней пристроили деревянную же колокольню — точная дата не установлена, известно, что в 1830 году она уже была. К середине XIX века церковь обветшала, и в 1867 году была сооружена новая, также деревянная, но с каменной колокольней. Большой каменный храм (вмещал до 500 человек) в византийском стиле с главным Христорождественским престолом и приделами Никольским (северным) и Введенским (южным) был построен в 1897 году на средства коммерции советника, церковного старосты Алексея Александровича Недыхляева. В то же время возвели новую колокольню, соединив её с храмом одноэтажной пристройкой. При храме действовала церковно-приходская школа.
Церковь закрыли в ноябре 1937 года. Последний настоятель, иеромонах Иларион (Писарец), был арестован 26 ноября 1937 года и 3 декабря расстрелян на Бутовском полигоне. Причислен Русской православной церковью к лику преподобномучеников.
В конце 1990-х годов храм возвращён верующим в аварийном состоянии, для богослужений был оборудован первый ярус колокольни, идут восстановительные работы.